# Cappella Russa presso il passo della Moistrocca
La Cappella Russa presso il passo della Moistrocca (Ruska Kapelica in sloveno) è una piccola cappella della chiesa ortodossa russa situata sulla strada russa che porta verso il lato settentrionale del passo della Moistrocca (in sloveno Preval Vršič), situato all'interno del comune di Kranjska Gora nella slovenia nord-occidentale.
La cappella è dedicata a Vladimir I di Kiev e fu costruita da prigionieri russi impegnati in lavori forzati dall'esercito dell'Impero austro-ungarico durante la prima guerra mondiale.
Viene utilizzata sia come monumento ai caduti che come collegamento simbolico tra la Russia e la Slovenia.

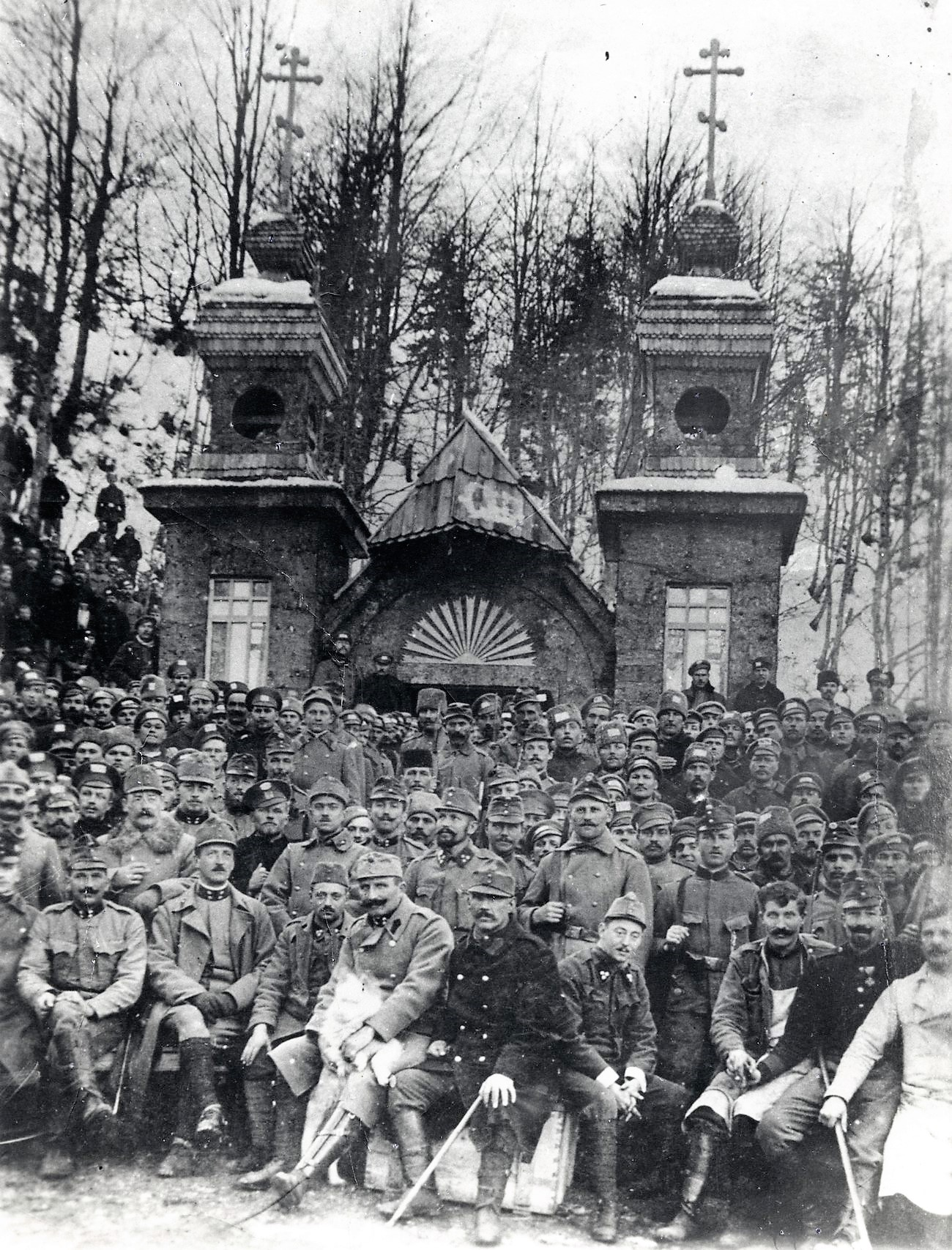
La cappella russa fu costruita nel 1916, da prigionieri russi della prima guerra mondiale. In prima fila ci sono delle guardie dell'Impero austro-ungarico

## Storia

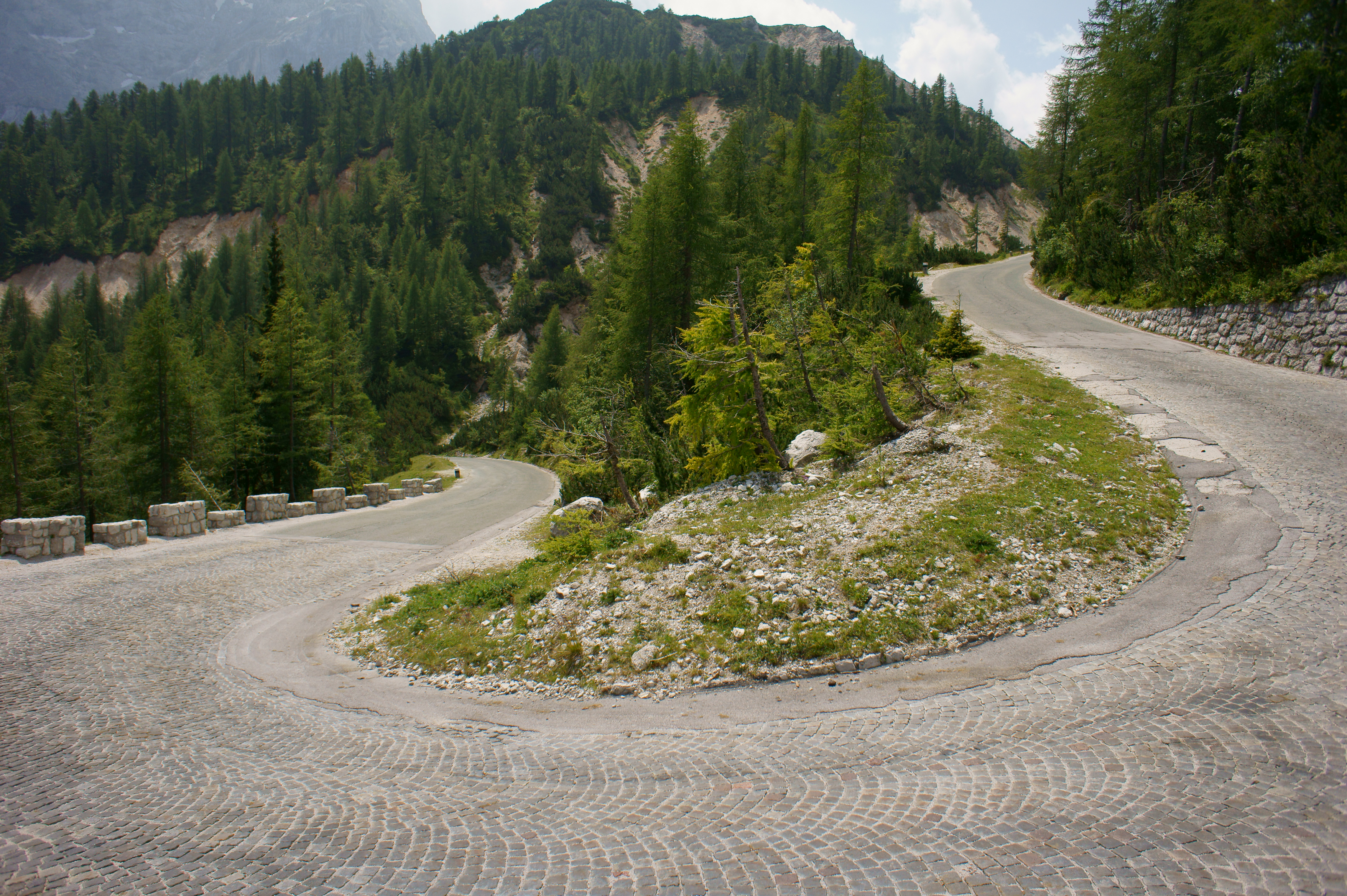
La strada russa presso il passo della Moistrocca

All'inizio del 1915, Kranjska Gora divenne un punto strategico durante la prima guerra mondiale per la sua vicinanza al fronte dell'Isonzo. Per rendere più veloce l'accesso dal paese al fronte stesso, le autorità dell'impero Austro-Ungarico ordinarono la costruzione di una strada militare che attraversasse il passo della Moistrocca, un passo la cui elevazione massima è di 1611m, a cavallo tra le valli della Sava e dell'Isonzo. Il passo fu costruito da prigionieri di guerra russi.
I lavori della strada ebbero inizio nel maggio del 1915 e terminarono alla fine dello stesso. Al fine di garantire una continua e costante fornitura di materiale verso le prime linee, il passo doveva essere aperto e percorribile durante tutto il periodo dell'anno, i prigionieri erano infatti costretti nei mesi invernali a liberare la strada dalla neve. L'8 o il 12 marzo 1916, una valanga distrusse un campo di lavoro nei pressi della strada e circa 110 prigionieri e 7 guardie rimasero seppelliti nella neve. Si stima che durante il periodo della costruzione della strada vi siano state più di 380 vittime.
Il campo di lavoro si trovava circa a metà del passo. I prigionieri che rimasero costruirono una piccola cappella in legno commemorativa. L'edificio è costruito in tipico stile russo, con due piccole torri ai lati ed è circondata dalle tombe dei prigionieri, c'è anche una piccola piramide con una lapide, su cui campeggia la scritta in cirillico «СЫНАМЪ РОССІИ» (Synam" Rossīi, "Ai figli della Russia").
Il sito è stato rinnovato nel 2005 per un costo totale di 90000 € e successivamente nel 2010 a seguito di un furto di alcune piastre in rame del tetto.